# Fatehpur (Fatehpur)
Fatehpur es  una ciudad y municipio situado en el distrito de Fatehpur en el estado de Uttar Pradesh (India). Su población es de 193193 habitantes (2011). Está situada entre los ríos Yamuna y Ganges.

## Demografía
Según el  censo de 2011 la población de Fatehpur era de 193193 habitantes, de los cuales 101263 eran hombres y 91930 eran mujeres. Fatehpur tiene una tasa media de alfabetización del 76,48%, superior a la media estatal del 67,68%: la alfabetización masculina es del 81,65%, y la alfabetización femenina del 70,82%.